# Orangehätta
Orangehätta (Mycena acicula) är en svampart som först beskrevs av Jakob Christan Schaeffer, och fick sitt nu gällande namn av Paul Kummer 1871. Enligt Catalogue of Life ingår Orangehätta i släktet Mycena,  och familjen Mycenaceae, men enligt Dyntaxa är tillhörigheten istället släktet Mycena,  och familjen Favolaschiaceae. Arten är reproducerande i Sverige. Inga underarter finns listade i Catalogue of Life.

## Källor

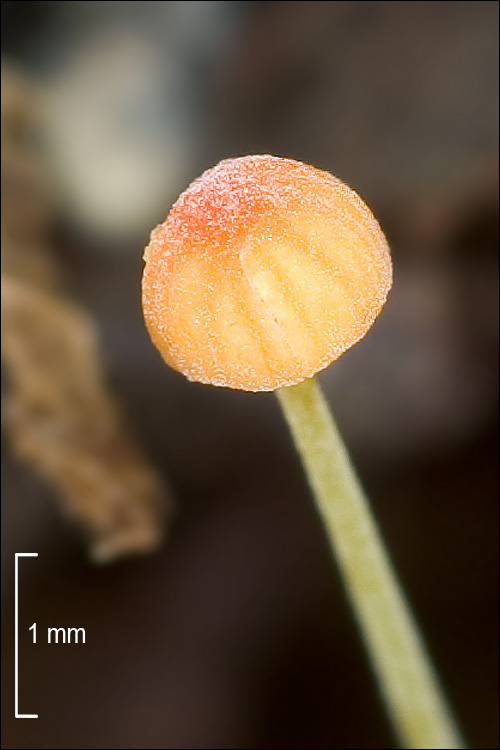
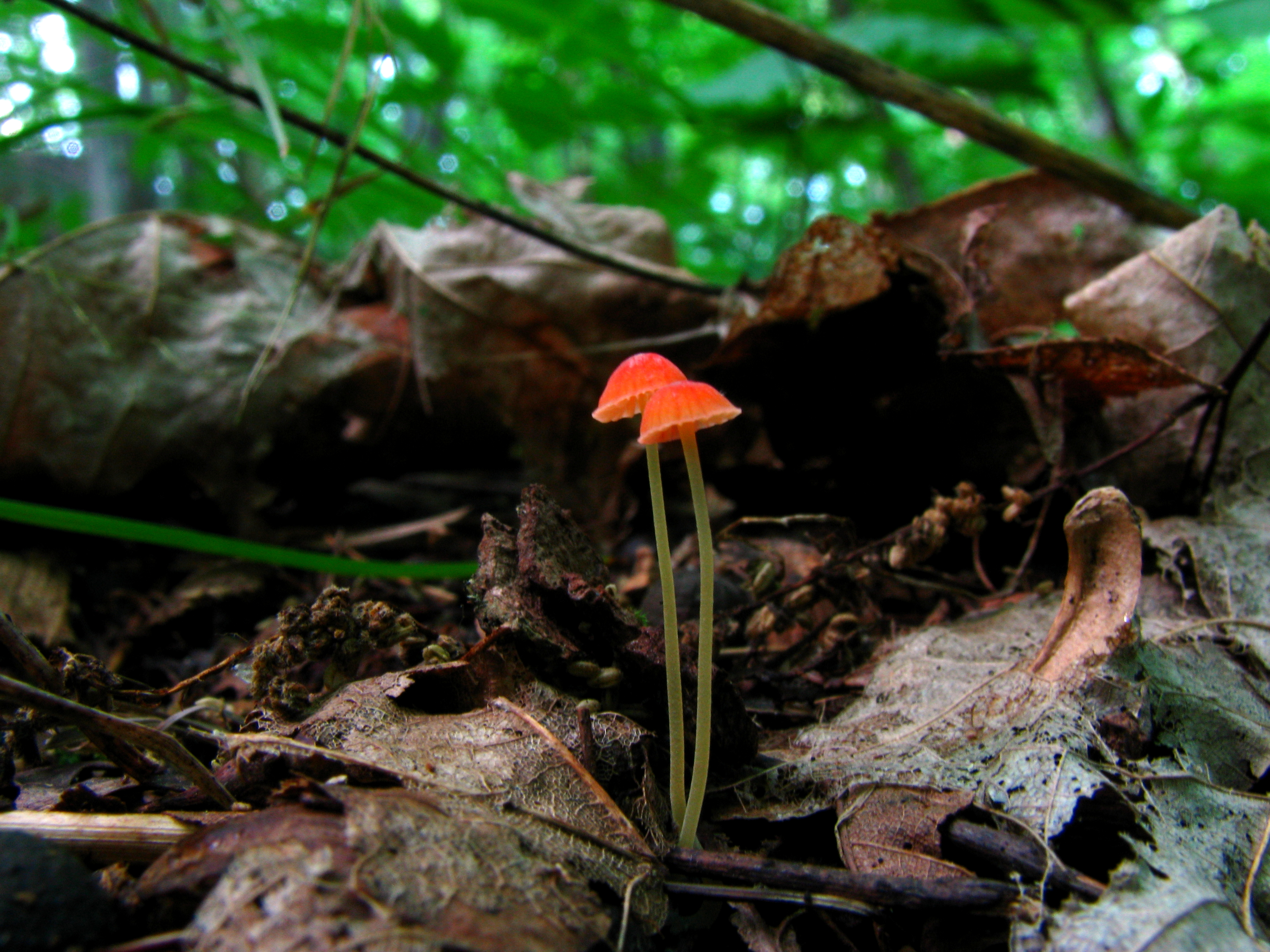